# درازماهیان سبز
درازماهیان سبز (نام علمی: Hexagrammidae) نام یک تیره از راسته عقرب‌ماهی‌سانان است.